# موریس بلانشو
موریس بلانشو (به فرانسوی: Maurice Blanchot) (زاده ۲۷ سپتامبر ۱۹۰۷ - درگذشته ۲۰ فوریه ۲۰۰۳) رمان‌نویس، نظریه‌پرداز ادبی، و فیلسوف فرانسوی بود. بلانشو بیش از ۳۰ کتاب در زمینه‌های داستان، نقد ادبی و فلسفه نوشت.

## زندگی
موریس بلانشو در تاریخ ۲۲ سپتامبر ۱۹۰۷ در کن (Quain) در یک خانواده مرفه زاده شد. در سال ۱۹۲۲ تحصیلات متوسطه خود را به پایان رساند. در همین سال معده وی تحت عمل جراحی قرار گرفت. طی عمل یک اشتباه پزشکی او را تا دم مرگ برد اما زنده ماند. تأثیر این اشتباه تا پایان عمر بر جسم وی ماند.
بلانشو سپس تحصیلات خود را در رشته فلسفه در کشور آلمان تا سال ۱۹۲۵ ادامه داد. در همین دوران بود که با امانوئل لویناس آشنا شد. این دو در آن زمان از نظر سیاسی با هم شباهتی نداشتند.
بلانشو از ۱۹۳۱ همکاری با نشریات راست افراطی را آغاز کرد و نخستین متن ژورنالیستی خود را با عنوان فرانسوا موریاک و کسانی که گم شده بودند چاپ کرد. از آن پس انتشار مقالات سیاسی و ادبی را ادامه داد. او در همین سال به مقام سردبیری نشریه دبا (Débats) رسید. در سال ۱۹۳۲ نگارش رمان تومای ناشناخته را آغاز کرد.
در سال‌های ۱۹۳۳ و ۱۹۳۴ همکاری وی با نشریات راست افراطی و جریانات ضدسامی شدت گرفت. بلانشو همواره از سوی منتقدانش، به ویژه برخی روشنفکران از جمله تزوتان تودوروف، بابت این سال‌ها شماتت شده‌است.
در ماه مه سال ۱۹۴۰ نگارش تومای ناشناخته به پایان رسید. ۱۰ مه آلمان کشور فرانسه را طی جنگ دوم جهانی اشغال کرد. بلانشو روزنامه‌نگاری سیاسی را رها کرد، اما به همکاری با نشریه دبا ادامه داد.

### عدم حضور در عرصه عمومی
این تو نیستی که صحبت خواهی کرد؛ اجازه بده فاجعه درون تو سخن بگوید، حتی اگر از طریق فراموشی یا سکوت تو این کار را می‌کند.
موریس بلانشو، نوشتن فاجعه.

تا پیش از چاپ کتابی از کریستف بیدان با عنوان موریس بلانشو، یار ناپیدا علاقه‌مندان این نویسنده چیزی از زندگی او نمی‌دانستند. بلانشو هرگز در زندگی خود با مطبوعات و رسانه‌های تصویری، مصاحبه‌ای انجام نداد. تنها یک بار در دهه شصت میلادی و در زمان جنگ الجزایر با نشریه‌ای گفتگو کرد، اما این گفتگو هرگز چاپ نشد. دو عکس بی‌کیفیت یکی مربوط به دوران جوانی و دیگری مربوط به سالیان پیری تنها حضور او در عرصه عمومی است.

## نوشته‌ها
آثار بلانشو را به‌طور کلی در سه بخش می‌توان از دید گذراند: آثار فلسفی، آثار داستانی و قطعه نوشته‌ها.

### ترجمه‌شده به فارسی
- تومای ظلمانی
- عقل ساد
- اجتماع اقرارناپذیر
- دور باطل
- واپسین انسان
- انتظار فراموشی
- حکم مرگ
- آمینادب
- از کافکا تا کافکا
- سرپیچی از نظمِ حاکم
- ترجمه